# Tapinoma minutum
Tapinoma minutum é uma espécie de formiga do gênero Tapinoma.